# Pl@ntNet
Pl@ntNet ist ein bürgerwissenschaftliches Projekt für automatisierte Pflanzenbestimmung basierend auf maschinellem Lernen über eine durch Nutzer zusammengetragene Datenbank von Bilddateien und verknüpften Informationen.

## Geschichte
Pl@ntNet wurde 2009 durch eine Gruppe von Informatikern und Botanikern in einem Verbund französischer Forschungsinstitute entwickelt. Dabei kooperierten das Institut de recherche pour le développement (IRD), das Centre de coopération internationale en recherche agronomique pour le développement (CIRAD), das Institut national de la recherche agronomique (INRA), das Nationale Forschungsinstitut für Informatik und Automatisierung (INRIA) und der französische Botanikerverband Tela Botanica mit über 54.000 Mitgliedern. Unterstützt wurde die Zusammenarbeit durch die Agropolis International-Foundation, später durch die Floris’Tic-Initiative.
2013 wurde Pl@ntNet als App für Smartphones, Tabletcomputer und Desktop-Computer veröffentlicht, die eine automatisierte Bestimmung tausender Pflanzen mithilfe von Fotografien der Nutzer erlaubt. Es ist in 44 Sprachen verfügbar (Stand Dez. 2020).
Im April 2019 hatte Pl@ntNet eine Reichweite von 10 Millionen Nutzern in mehr als 180 Ländern der Erde.
Das Pl@ntNet-Projekt wird von offiziellen Institutionen wie beispielsweise der Europäischen Kommission und dem hessischen Umweltministerium zur Unterstützung im Kampf um die Erhaltung der Biodiversität empfohlen.
Pl@ntNet ist seit 2020 Partner des Netzwerkes Global Biodiversity Information Facility (GBIF). Bis Oktober 2023 wurden über 13.850.000 Pflanzenbeobachtungen beigetragen.

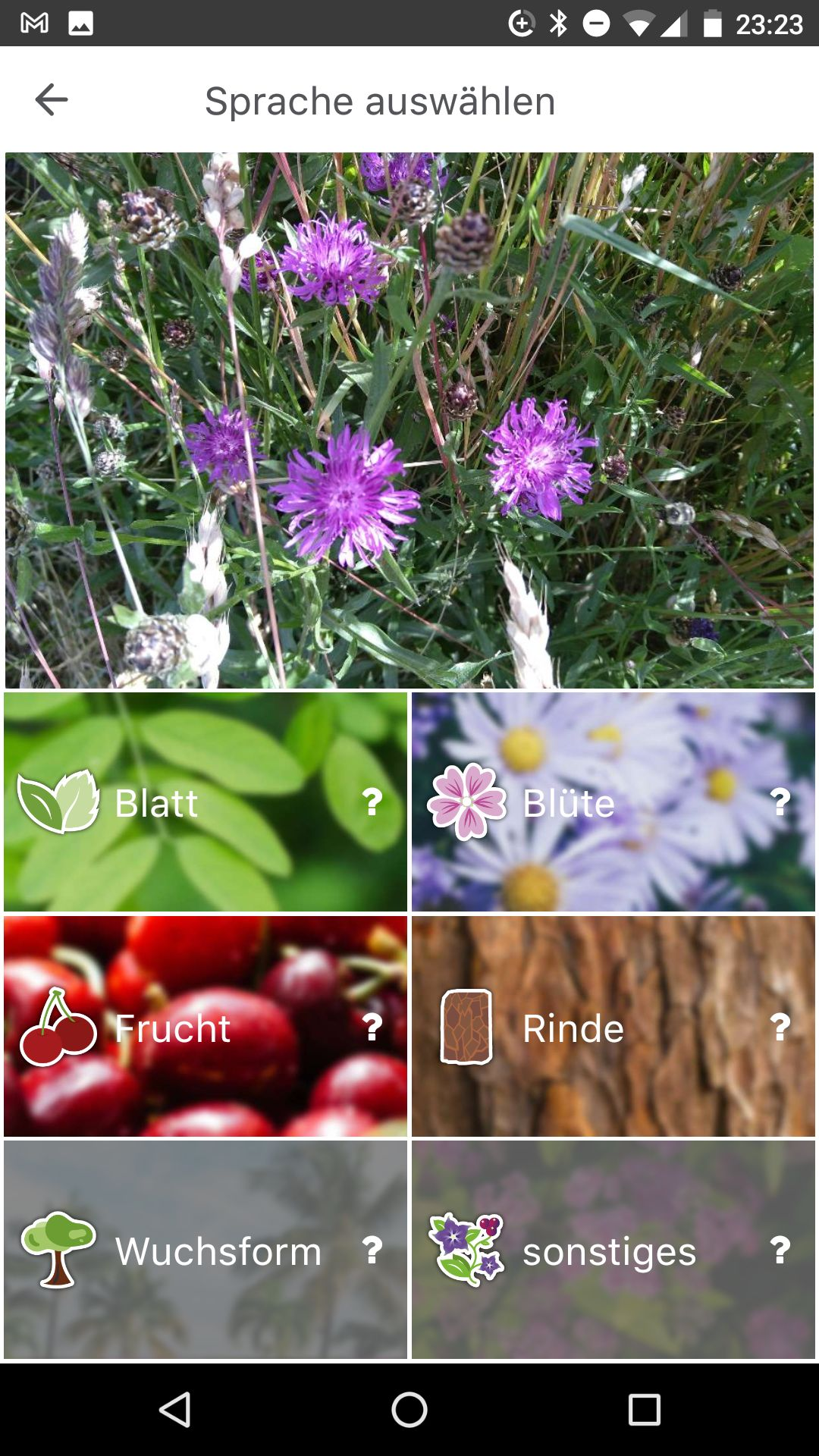
Pflanzenbestimmung anhand bestimmter Pflanzenteile

## Funktion
Das Programm erlaubt zum einen Fotografien hochzuladen, anhand verschiedener botanischer Kriterien (Blätter, Blüte, Frucht, Rinde oder Wuchsform) mit der Datenbank abzugleichen und einen qualifizierten Vorschlag zur Bestimmung der abgebildeten Pflanze zu erhalten. Zum anderen kann die hochgeladene Bilddatei mit einem Vorschlag zur Bestimmung in die Datenbank eingegeben werden. Dort wird der Upload durch ein erfahrenes Team von Botanikern validiert und gegebenenfalls als gesichertes Wissen für die Recherche der Nutzer verfügbar gemacht.
Im April 2019 umfasste die Datenbank über 20.000 identifizierbare Pflanzen. Im Oktober 2023 lag die Marke schon bei über 45.000.

## Wissenschaftliche Datenverwertung und KI-Optimierung
Die von Nutzern hochgeladenen Beobachtungen bilden die Grundlage für kontinuierliche Fortschritte in der automatisierten Pflanzenbestimmung und der taxonomischen Forschung. Jede Beobachtung durchläuft einen mehrstufigen Validierungsprozess, der sowohl die KI-Algorithmen verbessert als auch wissenschaftliche Erkenntnisse generiert:

### Datenintegration in KI-Systeme
Pl@ntNet nutzt ein innovatives Cooperative Learning-Verfahren, bei dem die hochgeladenen Bilder und Validierungen systematisch in das maschinelle Lernmodell integriert werden. Die Plattform schätzt dabei das Expertise-Level der Nutzer:innen, um die Gewichtung der Beobachtungen im Trainingsprozess anzupassen. Dies ermöglicht eine kontinuierliche Verbesserung der Erkennungsgenauigkeit – von 83 % korrekter Identifikationen im Jahr 2019 auf über 91 % im Jahr 2023 bei den ersten fünf Vorschlägen. Besonders wertvoll sind Beobachtungen mit detaillierten Notizen zu Standortfaktoren (z. B. „trockene Schotterbank“, „feuchter Waldrand“), da diese Umweltdaten es den Algorithmen ermöglichen, ökologische Zusammenhänge zu lernen und die Arterkennung kontextbezogen zu optimieren.

### Taxonomische Weiterentwicklung
Die Nutzer tragen aktiv zur Modernisierung botanischer Klassifizierungssysteme bei. Durch die Eingabe vollständiger taxonomischer Hierarchien (z. B. Magnoliopsida → Rosales → Rosaceae → Rosa → Rosa canina) statt nur der Artbezeichnung, helfen sie dabei, Unterfamilien- und Gattungsmuster für die KI sichtbar zu machen. Diese strukturierten Daten fließen in die Entwicklung von Explainable AI-Modellen ein, die nicht nur Arten erkennen, sondern auch erklären können, warum eine Pflanze einer bestimmten taxonomischen Kategorie zugeordnet wird (z. B. „Diese Pflanze wurde der Gattung Rosa zugeordnet aufgrund der charakteristischen Blütenblattanordnung und der Dornenstruktur“). Solche Erklärbarkeitsmodelle sind entscheidend für die wissenschaftliche Akzeptanz von KI-gestützten Identifikationen.

### Forschungskooperationen
Die validierten Daten werden in mehreren wissenschaftlichen Infrastrukturen genutzt:
- Als Teil des PlantNet-300K-Datensatzes auf Zenodo für reproduzierbare Forschung
- Bei der Global Biodiversity Information Facility (GBIF), mit über 13,85 Millionen Beobachtungen bis Oktober 2023
- In jährlichen Machine-Learning-Wettbewerben zur Verbesserung von Erkennungsalgorithmen

Besonders bedeutsam ist die Rolle von Pl@ntNet bei der Revision taxonomischer Grenzen bei Artenkomplexen, wo morphologische Merkmale allein nicht ausreichen (z. B. bei Taraxacum oder Hieracium). Die Kombination aus Nutzerbeobachtungen, Expertenvalidierung und molekularen Referenzdaten ermöglicht es der Wissenschaft, feinkörnigere Klassifizierungen zu entwickeln.

### Optimale Datenerfassung für maximale Wirkung
Um den wissenschaftlichen Nutzwert der eigenen Beiträge zu maximieren, sollten Nutzer:innen folgende Praktiken anwenden:
1. Strukturierte Notizen: Angabe von Habitat, Blühstatus und morphologischen Besonderheiten
2. Vollständige Taxonomie: Eingabe der kompletten Hierarchie (Ordnung, Familie, Gattung, Art)
3. Mehrfachaufnahmen: Fotos verschiedener Pflanzenteile (Blüte, Blatt, Stamm) für bessere Erkennung
4. Community-Validierung: Aktive Teilnahme an der Überprüfung fremder Beobachtungen

Diese systematischen Beiträge transformieren Pl@ntNet von einer reinen Identifikations-App zu einer dynamischen, lebenden taxonomischen Referenz, die aktiv zur Lösung globaler Herausforderungen wie Biodiversitätsverlust und Klimawandel beiträgt. Die Plattform demonstriert damit, wie Bürgerwissenschaft und KI synergistisch zusammenwirken können, um unser Verständnis der Pflanzenwelt zu vertiefen und gleichzeitig wissenschaftliche Standards weiterzuentwickeln.

## Projekte
Im Jahr 2019 verfolgte Pl@ntNet 22 Projekte:
- 16 geographische Projekte:
  - Nordafrika (3030 Arten),
  - Tropisches Afrika (1405 Arten),
  - Amazonasgebiet (1249 Arten),
  - Tropische Anden (559 Arten).
  - Karibik (1317 Arten),
  - Kanada (2799 Arten),
  - United States of America (7856 Arten),
  - Westeuropa (6685 Arten),
  - Komoren (619 Arten).
  - Hawaii (607 Arten),
  - Martinique (1236 Arten),
  - Mauritius (1155 Arten),
  - Östliches Mittelmeer (1118 Arten),
  - Neukaledonien (619 Arten),
  - Französisch-Polynesien (955 Arten),
  - Réunion (1542 Arten),
- 3 thematische Projekte:
  - Nutzpflanzen (2854 Arten),
  - Nutzpflanzen im tropischen Afrika (491 Arten),
  - Nutzpflanzen in Asien (792 Arten),
- 3 Mikroprojekte:
  - Les écologistes de l'Euzière (246 Arten),
  - Bäume in Südafrika (290 Arten),
  - Provence (2109 Arten).

## Auszeichnungen
- 2020: Prix Inria der französischen Académie des sciences[13]